# Astegopteryx spinocephala
Astegopteryx spinocephala är en insektsart som beskrevs av Kurosu, Buranapanichpan och Aoki 2006. Astegopteryx spinocephala ingår i släktet Astegopteryx och familjen långrörsbladlöss. Inga underarter finns listade i Catalogue of Life.